# Inga Nielsen
Inga Nielsen (2 de junio de 1946 - 10 de febrero de 2008) fue una soprano danesa de gran versatilidad, capaz de abordar roles de Mozart, Strauss y obras contemporáneas.
Nacida en Holbæk, Dinamarca, fue una niña prodigio. A los seis años cantaba en cuatro idiomas y participaba en torneos de canto, grabando su primer disco a los nueve años.
Estudió en Viena, Stuttgart y Budapest, cantando en los teatros de Alemania y Suiza hasta integrar parte del elenco de la Oper de Fráncfort del Meno en 1975.
Cantó en la Wiener Staatsoper, La Scala, Covent Garden, Múnich, Hamburgo, Berlín, París, Zúrich, Barcelona, Nueva York, Buenos Aires, Florencia y Bolonia.
Recibió en 1984 el premio Tagea Brandt Rejselegat y en 1992 fue condecorada con la orden de Dannebrog por la reina Margarita II de Dinamarca.
Casada con el barítono estadounidense Robert Hale, murió de cáncer en 2008.

## Discografía referencial
- Heise: Drot Og Marsk / Schonwandt, Elming, Norup, Westi
- Mozart: Die Entführung aus dem Serail / Solti, Nielsen, Moll, Van der Walt
- Mozart: Die Schuldigkeit des ersten Gebotes / Marriner
- Strauss: Salome / Schonwandt, Nielsen, Hale, Goldberg
- Weber: Der Freischutz / Harnoncourt, Nielsen, Hartelius, Salminen
- Weber: Oberon / Janowski, Kasarova, Van Del Walt